# Тицијано Склави
Тицијано Склави (итал. Tiziano Sclavi; рођен 3. априла 1953. године у Бронију, Италија) је цртач стрипа, новинар и писац неколико романа.
Склави је углавном познат по свом стрипу Дилан Дог који је почео да објављује 1986. за италијанску издавачку кућу Бонели. 
Уз Склавија, као текстописци „Дилана Дога“ најчешће се појављују Клаудио Кјавероти (Claudio Chiaverotti), Паола Бербато (Paola Berbato), Луиђи Мињако (Luigi Mignacco), Пасквале Руђу (Pasquale Ruju) а као цртачи Анђело Стано (Angelo Stano), Ђовани Фрегијери (Giovanni Freghieri), Бруно Бриндизи (Bruno Brindisi), Корадо Рои (Corrado Roi) итд.

## Биографија
Склави је провео своје детињство у различитим местима италијанске провинције Павије, највише у Страдели, често се селећи због посла којим се бавио његов отац.
У време док је похађао средњу школу. победио је на литерарном конкурсу са серијом прича под заједничким називом Искривљене приче (Storie Storte). Након што је завршио гимназију преселио се у Милано, где је започео сарадњу са часописом Corriere dei ragazzi пишући текстове за стрипове.
Почетком седамдесетих година двадесетог века објављује више крими прича под псеудонимом Франческо Арђенто, као омаж Франческу Гућинију и Дарију Арђенту. У то време објављује и свој први роман, Филм (Film).
Са 32 године почиње да ради за издавачку кућу Cepim, чији је власник био Серђо Бонели, као аутор сценарија за стрипове. Радио је за различите серијале, између осталих, писао је епизоде за Загора, Мистер Ноа, Кена Паркера и Мартија Мистерију. Први број Дилана Дога изашао је 1986. године и, врло брзо, постао је један од најпродаванијих и најпознатијих италијанских стрипова.
Први романи Тицијана Склавија, Филм (1974) и Земаљски ратови (Guerre terrestri, 1978), прошли су незапажено, али, после успеха који је постигао Дилан Дог, Склави је добио прилику да буде запажен чак и по делима која су годинама стајала необјављена. Светлост дана су угледали Три (Tre, 1988), Деламорте Деламоре (Dellamorte Dellamore, 1991, који је написан пре Дилана Дога и послужио је као инспирација за његово стварање), Црно (Nero, 1992), Крвави снови (Sogni di sangue, 1992), Апокалипса (Apocalisse, 1993, коначна верзија романа Земаљски ратови), У мраку (Nel buio, 1993), Чудовишта (Mostri, 1994), Циркулација крви (La circolazione del sangue, 1995), Етикете са кошуља (Le etichette delle camicie, 1996), Ништа се није десило (Non è successo niente, 1998).
По Склавијевим романима Црно и Деламорте Деламоре снимљени су истоимени филмови које су режирали, Ђанкарло Солди (Giancarlo Soldi) 1992. и Микеле Соави (Michele Soavi) 1994. године.
Са романом Чудовишта освојио је 1994. године награду Premio Scerbanenco.
Склави је 2005. године поклонио општинској библиотеци „Бруно Мунари“ у месту Венегоно Супериоре (Venegono Superiore), провинција Варезе, део своје личне библиотеке од преко 8000 књига, стрипова, цртежа и различитих уметничких дела која је каталогизована као Склавијев легат.